# Fu'ād I.

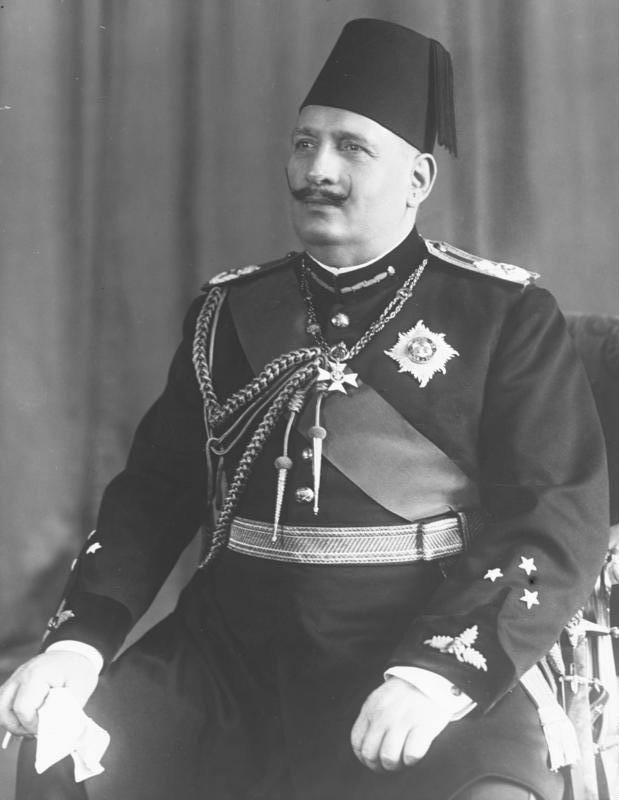
Porträt von König Fu'ād I., 1931

Fu'ād I., mit vollem Namen Ahmad Fu'ād I. Pascha, (arabisch فؤاد الأول Fu'ād al-awwal, DMG Fuʾād al-auwal, türkisch Fuad oder Ahmed Fuad Paşa, oft als Fuad transkribiert; * 26. März 1868 in Kairo; † 28. April 1936 ebenda) aus der Dynastie des Muhammad Ali war von 1917 bis 1936 der neunte Herrscher von Ägypten und des Sudan aus dieser Dynastie.
1917 bestieg er nach dem Tod von Hussein Kamil den Thron des Sultanats Ägypten. Nach der Unabhängigkeit von Großbritannien wurde er 1922 König von Ägypten und des Sudan.
Fu'ād war konservativ eingestellt und lehnte die parlamentarische Demokratie in Ägypten ab. Dennoch bedeutete sein Antreten als König eine gewisse Liberalisierung und viele gesellschaftliche Freiheiten. Wegen seiner Ablehnung des weiterhin bestehenden britischen Einflusses erlangte er im Königreich große Popularität. Seine Regierungszeit war wesentlich vom Wirken der nationalistischen Wafd-Partei geprägt, die Ägyptens wirtschaftliche Modernisierung forcierte und oft mit dem Monarchen im Konflikt stand. Nachfolger von Fu'ād I. wurde sein Sohn Faruq I., der 1937 zum zweiten König gekrönt wurde.

## Leben

### Frühere Jahre

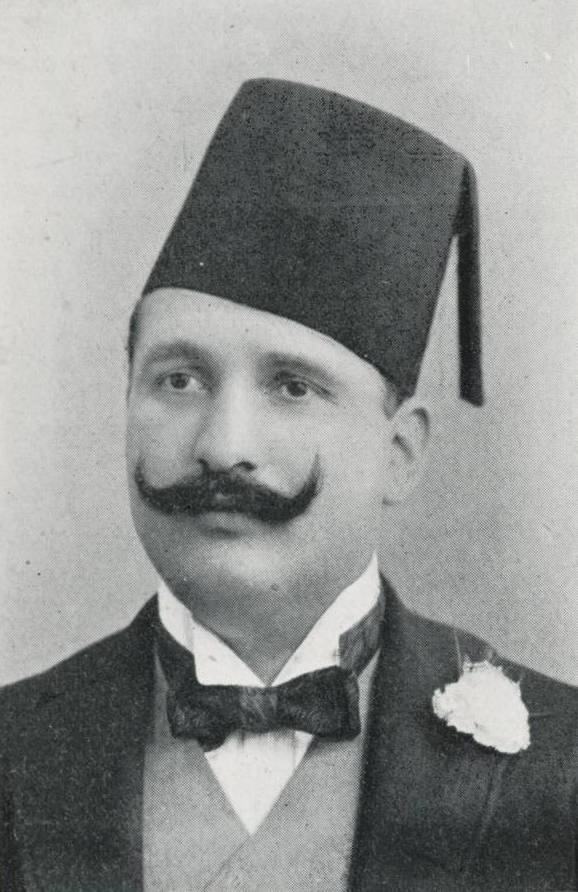
Prinz Fu'ād, 1906

Fu'ād wurde 1868 im Giza-Palast in Kairo als siebter Sohn des Khediven des osmanischen Khedivat Ägypten Ismail Pascha geboren. Seine Mutter war Farial Kadin.
Vor seiner nicht vorhergesehenen Thronbesteigung hatte der Prinz eine wichtige Rolle bei der Schaffung der Universität Kairo. Er wurde der erste Universitätsrektor im Jahr 1908 und blieb im Amt bis zu seinem Rücktritt im Jahr 1913. Im gleichen Jahr versuchte er erfolglos, sich auf den Thron von Albanien, das seine Unabhängigkeit vom Osmanischen Reich erhalten hatte, zu setzen. Zu dieser Zeit wurden Ägypten und der Sudan von seinem Neffen Abbas II. regiert und die Tatsache, dass Fu'ād in der Thronfolge weit hinten lag, hatte ihn dazu ermutigt. Von 1915 bis 1918 diente Fu'ād als Präsident der ägyptischen geographischen Gesellschaft.

### Ehe und Kinder

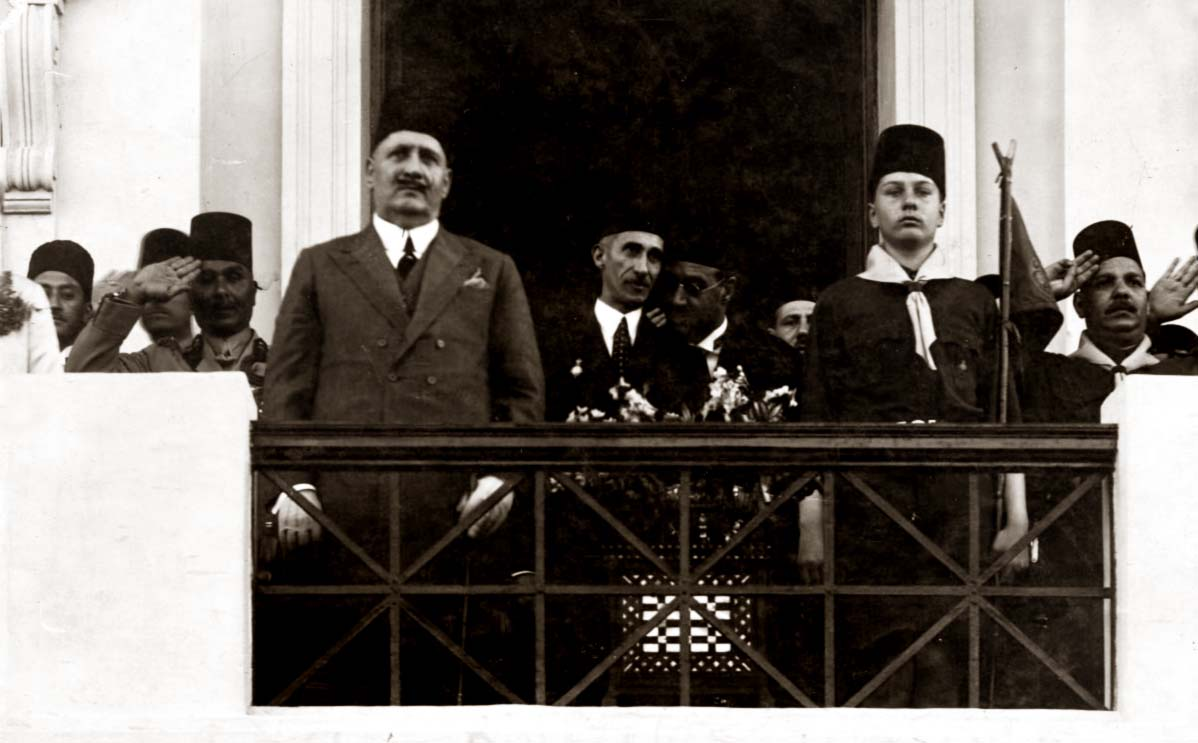
Fu'ād I. mit seinem Sohn und Thronfolger Faruq, ca. 1930 in Alexandria

Fu'ād heiratete erstmals am 30. Mai 1895 im Abbasiya-Palast in Kairo die einflussreiche türkische Aristokratin Shivakiar Khanum Effendi. Das Paar hatte zwei Kinder, darunter einen Sohn, Ismail Fu'ād, der kurz nach seiner Geburt 1896 starb, und 1897 eine Tochter, Fawkia. Das Paar trennte sich 1898 nach einem heftigen Streit.
Fu'ād ging am 24. Mai 1919 im Bustan-Palast in Kairo mit v (1894–1978) seine zweite Ehe ein. Sie war Tochter einer politisch und wirtschaftlich einflussreichen ägyptischen Adelsfamilie. Das Paar hatte fünf Kinder, darunter der zukünftige König Faruq und vier Töchter. Die Beziehung war wie die erste Ehe ebenfalls konfliktreich. Das Paar stritt sich ständig und Fu'ād verbot Nazli sogar den Palast zu verlassen.
1. Shivakiar Khanum Effendi (1876–1947)
 Kinder
  - Ismail Fu'ād (1896–1896)
  - Fawkia (1897–1974)
2. Nazli Sabri (1894–1978)
 Kinder
  - Faruq (1920–1965)
  - Fausia (1921–2013) (Königin des Iran)
  - Faisa (1923–1994)
  - Faika (1926–1983)
  - Fathia (1930–1976)

### Herrschaft

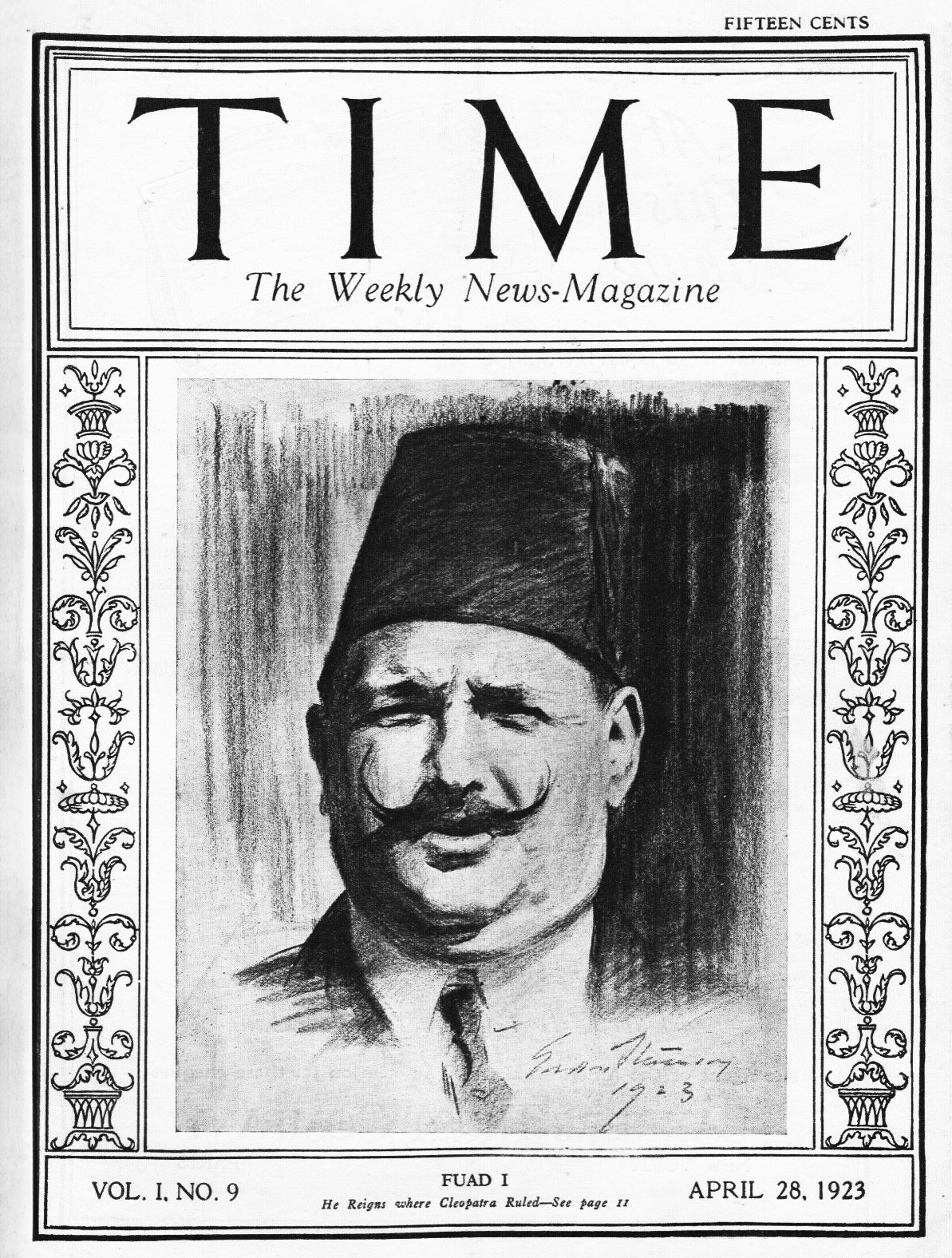
Fu'ād I. nach dem Erlass der Verfassung auf der Titelseite des Time Magazine, 1923

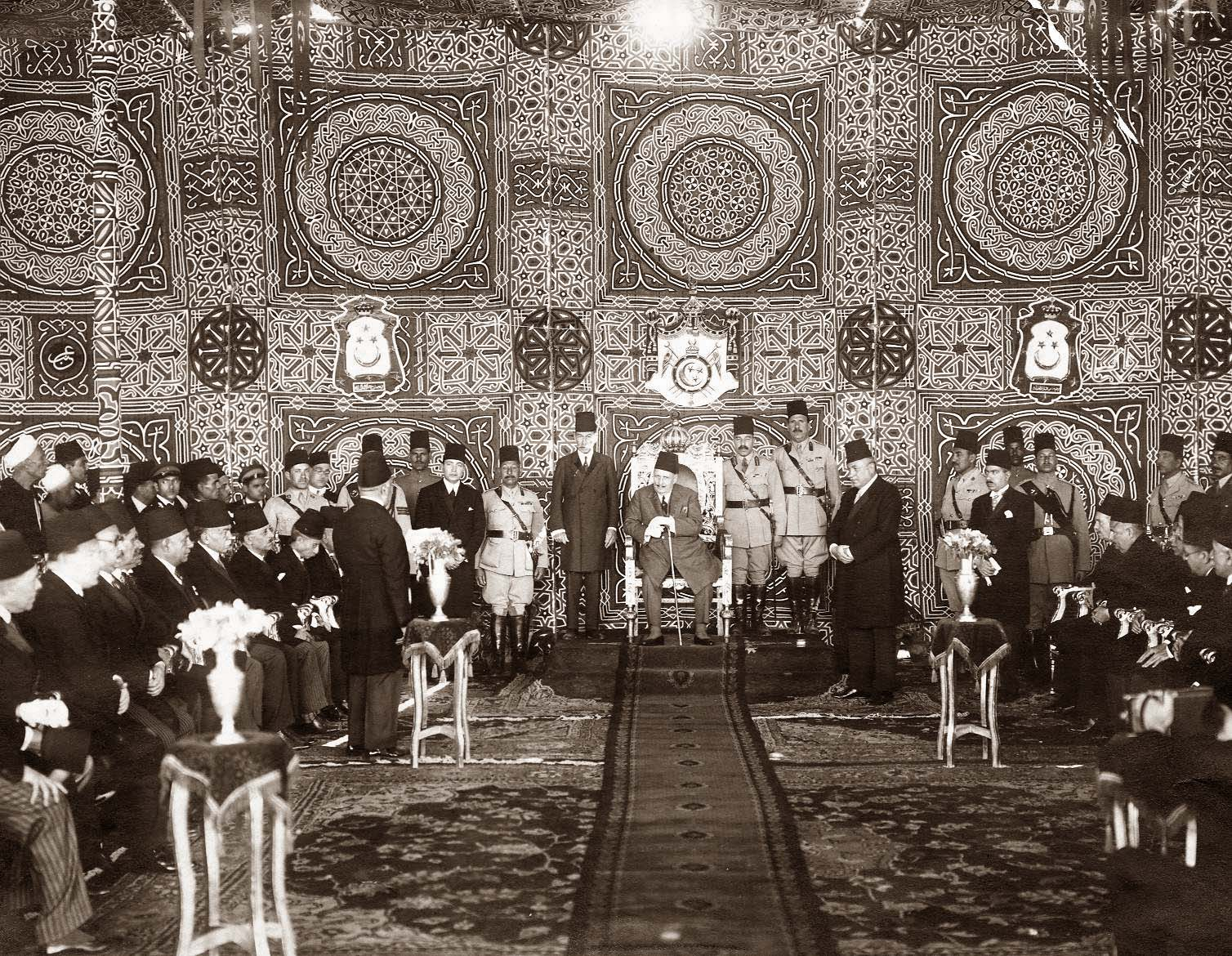
Der König bei einem Besuch der Spinnerei und Weberei Misr als Zeichen des rasanten wirtschaftlichen Aufschwungs

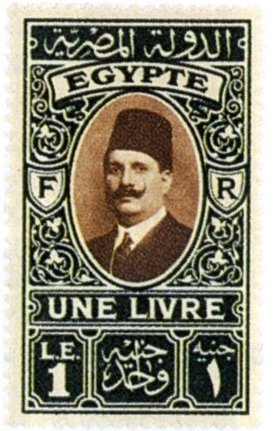
Briefmarke mit dem Konterfei des Königs, 1930

Fu'ād I. bestieg den Thron des Sultanats Ägypten (seit seiner Errichtung 1914 britisches Protektorat) nach dem Tod seines Bruders Hussein Kamil am 9. Oktober 1917. Zunächst regierte er weitgehend konstitutionell und setzte einige liberale Reformen durch. Seine anfängliche Herrschaft war durch die zunehmenden Spannungen mit der britischen Kolonialmacht geprägt, die während des Ersten Weltkriegs ab November 1914 von Ägypten aus das Osmanische Reich bekämpfte.
Das Ende des Ersten Weltkriegs löste 1919 eine Revolution aus, die sich für die Unabhängigkeit Ägyptens und mehr Demokratie einsetzte. Die Erhebung erfasste das ganze Land und Fu'ād I. setzte sich an ihre Spitze, was ihm die Anerkennung von großen Bevölkerungsteilen einbrachte.
In der Zeit nach der Revolution von 1919 beendeten die Briten das Protektorat über Ägypten und erkannten es mit der Deklaration der Unabhängigkeit Ägyptens als souveränen Staat am 28. Februar 1922 an. Trotz gewisser Einschränkungen der neuen Unabhängigkeit nutzte Fu'ād I. die nationalistische Hochstimmung und proklamierte sich am 15. März 1922 mit einem Dekret zum ersten König von Ägypten und Herrscher des Sudan. Sein neues Reich, das zu den größten zusammenhängenden unabhängigen Staaten weltweit gehörte, erlebte eine Phase wichtiger gesellschaftlicher, politischer und wirtschaftlicher Reformen.
Im Frühjahr 1923 besiegelte eine neue Verfassung die parlamentarische Demokratie. Der König lehnte diese, trotz seiner immer noch starken verfassungsrechtlichen Stellung, ab und schaltete sich häufiger in das politische Tagesgeschäft ein, als der meist regierenden Wafd-Partei lieb war. Nach einer schweren Krise mit Großbritannien im November 1924 um den Status des gemeinsam verwalteten Sudan löste der Monarch am 24. Dezember das Parlament auf, das erst im Januar 1924 gewählt worden war, und entließ den populären Premierminister Saad Zaghlul. Es folgten meist instabile Minderheitsregierungen und nur kurze Legislaturperioden des Parlaments. Dennoch gelang es Ägypten schnell zu industrialisieren und zumindest den Lebensstandard in den Städten dem europäischen Niveau näher zu bringen. Für den Aufbau des Gesundheitswesens erhielt Fu'ād Unterstützung von der Rockefeller Foundation. Auch kam es zu einer radikalen Säkularisierung, die der eher gemäßigt konservative König duldete. Auch die Abtretung großflächiger Gebiete an die italienische Kolonie Libyen beziehungsweise an den französischen Tschad zwischen 1926 und 1934 musste er hinnehmen. Nach Abschaffung des osmanischen Kalifats durch das türkische Parlament im März 1924 wollten führende Gelehrte der Azhar-Universität in einem internationalen Kongress Fu'ād I. zum neuen Kalifen ausrufen. Dem kam jedoch der haschimitische König Husain ibn Ali vom Königreich Hedschas zuvor und ließ sich von einer Gruppe von Ulama zum neuen Kalifen ausrufen. Sein Herrschaftsanspruch wurde jedoch international nicht anerkannt.
Im Juni 1928 löste Fu'ād I. eine Staatskrise aus. Zuerst entließ er den damaligen Premierminister Mustafa an-Nahhas Pascha, der 1927 zum neuen Parteichef des Wafd aufgestiegen war. Am 19. Juli suspendierte der König die Verfassung unbefristet und löste das Parlament auf. Ohne die Verfassung formal wieder einzusetzen, schrieb er im Dezember 1929 Neuwahlen aus, die der Wafd-Partei einen hohen Sieg einbrachten. Mustafa an-Nahhas wurde erneut Premierminister, wurde aber, nachdem er versucht hatte, durch zwei Gesetzesentwürfe im Parlament die Macht des Königs einzuschränken, von Fu'ād I. am 17. Juni 1930 erneut abgesetzt.
Ab 1930 bedrohten im Zuge der Weltwirtschaftskrise zunehmend extremistische Kräfte wie die islamistische Muslimbruderschaft, die 1928 von Hasan al-Bannā gegründet worden war, und die 1933 gegründete ultranationalistische Jungägyptische Partei die Herrschaft des Königs. Sie lehnten die säkulare und demokratische Staatsordnung ab und begannen mit Anschlägen und inszenierten Aufständen das Königreich zu destabilisieren. Durch die nationalsozialistische Machtübernahme im Deutschen Reich 1933 kam es auch in Ägypten zu einem Aufkeimen des Faschismus. Die ägyptische Regierung lehnte sich daraufhin verstärkt an die faschistischen Mächte des Königreichs Italien und Deutschen Reichs an. Fu'ād I. verurteilte wegen des dortigen radikalen Antisemitismus die Anlehnung an Deutschland. Beim italienischen Einmarsch in Äthiopien ab dem 3. Oktober 1935 hielt er sich zurück. Wegen der großen innen- und außenpolitischen Bedrohung ernannte der Monarch, um die Stabilität sicherzustellen, Ismail Sidqi Pascha 1930 zum Premierminister. Dieser errichtete mit der stillschweigenden Zustimmung des Königs eine Diktatur. Im Juli 1930 wurde das Parlament erneut suspendiert, eine Pressezensur eingeführt, die Arbeit der politischen Parteien und die Versammlungsfreiheit beschränkt. Im Oktober erließ Sidqi eine neue Verfassung, die seine und die Macht der Krone stärkte. Die Rolle des Parlaments wurde auf einen beratenden Status beschränkt. Großangelegte Demonstrationen zwangen Fu'ād I. zunächst Sidqi 1933 zu entlassen und schließlich im Dezember 1935 die frühere Verfassung wiederherzustellen.

### Tod

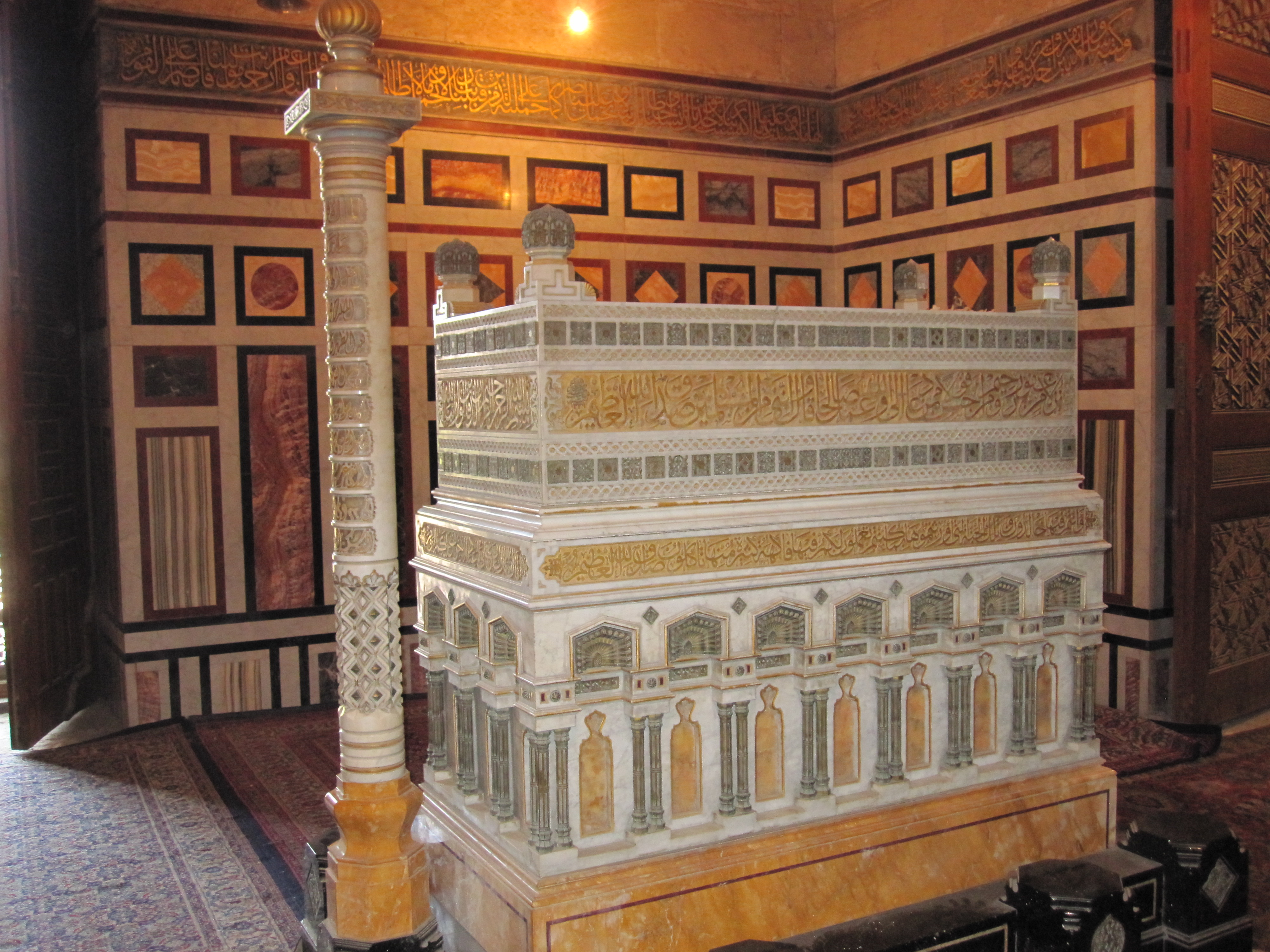
Grab in der ar-Rifa'i-Moschee

Diskreditiert durch Sidqis Diktatur zog sich Fu'ād I. kurz vor seinem Tod komplett aus dem politischen Tagesgeschäft zurück. Am 30. Januar 1936 ernannte er noch Ali Maher Pascha von der Wafd-Partei zum Premierminister. Der König starb am 28. April 1936 im Alter von 68 Jahren im Qubba-Palast in Kairo. Er wurde nach einem pompösen Staatsbegräbnis im Khediven-Mausoleum in der ar-Rifa'i-Moschee in Kairo beigesetzt. Sein Nachfolger wurde Faruq, der von seiner Offiziersausbildung aus Großbritannien nach Ägypten zurückkehren musste.